# Vale dos Esquecidos
Vale dos Esquecidos é uma série original brasileira da HBO Latin America, criada por Fábio Mendonça e Antônio Tibau. A série estreou em 25 de setembro de 2022

## Enredo
Um grupo de jovens se perde durante uma caminhada de fim de semana na floresta e busca abrigo em uma vila escondida sob uma névoa constante - e que não está nos mapas. Várias pistas indicam que há algo muito errado naquele lugar. Mas, mesmo depois de "Corra!", eles seguem tomando o chazinho que lhes é oferecido pelos moradores locais. A ficha só começa a cair quando se veem sem saída e sem comunicação com o resto do mundo.

## Produção
A produção é de Andrea Barata Ribeiro e Bel Berlinck. As gravações iniciaram em 2020, mas foram adiadas devido a pandameia de COVID-19. As gravações retornaram em agosto de 2021, sendo realizadas no distrito de Paranapiacaba, em Santo André, na Região do Grande ABC. A série estreou em 25 de setembro de 2022, e terá 10 episódios em sua 1ª temporada. 
Antes do título oficial a série já foi nomeada como Nevoa e Esquecidos.

## Elenco

### Principal
- Caroline Abras como Ana
- Daniel Rocha como Bento
- Jacques Turpin como Patrono
- Felipe Velozo como Coyote
- Juliana Lourenção como Bruna
- Maidê Mahl como Giovanna
- Rodrigo Bolzan como Fred Macedo
- Thais Lago como Alma
- Carolina Manica como Iasmim
- Júlia Ianina como Governanta
- Julia Sette como Gabriela
- Marcos de Andrade como Morador da Vila

### Recorrente
- Jiddu Pinheiro como Du
- Mayara Constantino como Mariane (irmã de Ana)
- Thalles Cabral como Júlio
- Rita Batata como Elisa
- Michelle Rodrigues como Dalva
- Sergio Pardal como Delegado Estêvão
- Jennyfer Oliveira como Helena
- Osvaldo Mil como Leon
- Guta Ruiz como Clara (Mãe de Júlio)
- Chris Couto como Moradora da Floresta
- Roney Villela como Morador da Floresta
- Bruno Lourenço como Morador da Floresta
- Michel Bercovitch